# Ruhrstab
Der Ruhrstab, auch Ruhrstab Speer, wurde von Albert Speer im August 1943 in Essen-Kettwig eingerichtet, um Produktion und Reparaturmaßnahmen im Ruhrgebiet insbesondere in kriegswichtigen Betrieben zu organisieren. Der Grund war, dass die Offensive Battle of the Ruhr bis Ende Juli 1943 als Teil der Luftangriffe auf das Ruhrgebiet erhebliche Schäden verursacht hatten.
Dem Ruhrstab gehörten Vertreter des Rüstungsministeriums, der Wehrmacht, der Wirtschaft, der Organisation Todt und der Deutschen Arbeitsfront an.
Sitz des Ruhrstabs war der Charlottenhof. Der untergliederte „Stab Rohland“ für den Aufgabenbereich „Eisen und Stahl“ unter Leitung von Walter Rohland befand sich unweit auf Schloss Landsberg. Zu den maßgeblichen Persönlichkeiten im Ruhrstab zählte neben Rohland Albert Vögler.
Speer wurde nur im Notfall zu den Sitzungen hinzugezogen. Er ernannte Vögler zu seinem Stellvertreter um den Entscheidungen des Ruhrstabes, die den Charakter »Ministerieller Weisungen« hatten, den nötigen Druck zu verleihen.

## Mitglieder
Der Ruhrstab umfasste folgende Mitglieder:
- Albert Speer, Leiter

- Albert Vögler, Stellvertreter

- General Kurt Erdmann, Chef des Stabes

- Generaldirektor Hans Reuter (Rüstungsobmann VI b), Zulieferindustrie

- Generaldirektor Walter Rohland, Gruppe Stahl und Eisen

- Direktor Hans-Günther Sohl (Eisenschaffende Industrie)

- Hermann Winkhaus, Chemie

- Generaldirektor Ernst Buskuehl von der Bezirksgruppe Steinkohlenbergbau Ruhr und Bergbau-Verein, Kohle

- Generalkonsul Moritz Klönne, Rüstungsobmann VI a

- Direktor Nuber (VKW), Energie

- Gauhauptstellenleiter Hörner, (Wehrkreisbeauftragter VI, Vorsitzer der Rüstungskommission VI), Durchführung der Aufgaben des Technischen Amtes

- Adam, OT Einsatzgruppenleiter Ruhr, bauliche Wiederinstandsetzung bei Fliegerschäden

- Oberdienstleiter Theodor Hupfauer, Einsatzstab Rhein-Ruhr der DAF, Betreuung der Arbeitskräfte

- Stadtbaudirektor Gunschemann, Beauftragter »Ruhr« des GB-Bau

- Generaldirektor Rüdiger Schmidt, Rheinisch-Westfälisches Kohlensyndikat

- Direktor Kretschmer (RWE), Lastverteiler Strom

- Direktor Wunsch, Lastverteiler Gas

- Direktor Fritz Imhoff, Lastverteiler Wasser

- Präsident des Landesarbeitsamtes Dortmund Friedrich Gärtner, Arbeitseinsatz

- Beauftragter des Reichsverkehrsministeriums Dr. Köhle

- Beauftragter des Reichsverkehrsministeriums Ministerialrat Müller

- Oberstleutnant Hütten, Luftschutz

- Reichsbahndirektionspräsident Lammers